# Artimpaza sobrina
Artimpaza sobrina là một loài bọ cánh cứng trong họ Cerambycidae.